# Stenolophus comma
Stenolophus comma är en skalbaggsart som beskrevs av Fabricius. Stenolophus comma ingår i släktet Stenolophus och familjen jordlöpare. Inga underarter finns listade i Catalogue of Life.